# Sarah Hammer
Sarah Kathryn Hammer (Redondo Beach, 18 agosto 1983) è un'ex pistard statunitense.
È vincitrice di quattro medaglie d'argento ai Giochi olimpici, due a Londra 2012 e due a Rio de Janeiro 2016, e di otto titoli mondiali, cinque nell'inseguimento individuale, due nell'omnium e uno nell'inseguimento a squadre. 

## Carriera
Nata in California, comincia a gareggiare nel ciclismo all'età di otto anni spinta dal padre Cliff e nel 1995 vince il primo titolo nazionale giovanile. Intraprende la carriera da Elite nel 2002, arrivando già quell'anno ad ottenere un successo in coppa del mondo su pista a Sydney nell'inseguimento individuale. Solo due anni dopo, tuttavia, decide bruscamente di abbandonare l'attività per dedicarsi agli studi e lavorare: la decisione è inizialmente irrevocabile, tanto da spingerla a vendere gran parte dell'attrezzatura sportiva.
La lontananza dalle gare non dura però a lungo. Nell'estate 2004, durante i Giochi olimpici di Atene, Hammer matura l'idea di tornare alle competizioni, e per la fine dell'anno è già attiva in gare nazionali e internazionali. Nell'inverno 2005-2006 vince tre prove di coppa del mondo, e nella primavera seguente, a solo un anno e mezzo dal rientro, si aggiudica il titolo mondiale dell'inseguimento individuale battendo la russa Ol'ga Sljusareva. Si laurea ancora campionessa mondiale di specialità nel 2007, facendo sue anche tre gare di coppa del mondo, mentre nel 2008 partecipa ai Giochi olimpici di Pechino, concludendo quinta nell'inseguimento individuale anche a causa di un persistente infortunio alla schiena.
Nelle stagioni successive ottiene numerosi ulteriori successi a livello internazionale: altri tre titoli mondiali nell'inseguimento individuale (2010, 2011 e 2013), per un totale di cinque affermazioni nella specialità, un titolo iridato nell'omnium (sempre nel 2013), sei vittorie in eventi di coppa del mondo, tre medaglie d'oro su pista ai campionati panamericani del 2010. Proprio in occasione di quei campionati panamericani, in data 11 maggio 2010 Hammer mette a referto il nuovo record mondiale, ancora imbattuto, nell'inseguimento individuale sulla distanza dei 3 chilometri, con il tempo di 3'22"269. Nel 2012 prende quindi parte ai Giochi olimpici di Londra conseguendo due medaglie d'argento, una nell'inseguimento a squadre e una nell'omnium, battuta da Laura Trott.
Nel quadriennio seguente si aggiudica altri quattro titoli mondiali: inseguimento individuale e omnium nel 2013, omnium nel 2014 e inseguimento a squadre nel 2016. Nel 2016 partecipa anche ai Giochi olimpici di Rio de Janeiro vincendo altre due medaglie d'argento, una nell'inseguimento a squadre e una nell'omnium, ancora alle spalle di Trott. Dopo i Giochi lascia il quartetto dell'inseguimento per dedicarsi perlopiù a gare di gruppo (omnium, scratch e corsa a punti).
Nel settembre 2017 annuncia il ritiro dall'attività.

## Palmarès
- 2002

2ª prova Coppa del mondo, Inseguimento individuale (Sydney)
- 2003

Campionati statunitensi, Scratch
- 2005

Campionati statunitensi, Inseguimento individuale
Campionati statunitensi, Corsa a punti
2ª prova Coppa del mondo 2005-2006, Inseguimento individuale (Manchester)
- 2006

3ª prova Coppa del mondo 2005-2006, Inseguimento individuale (Los Angeles)
3ª prova Coppa del mondo 2005-2006, Scratch (Los Angeles)
Campionati del mondo, Inseguimento individuale
Campionati statunitensi, Inseguimento individuale
Campionati statunitensi, Corsa a punti
Campionati statunitensi, Scratch
- 2007

3ª prova Coppa del mondo 2006-2007, Inseguimento individuale (Los Angeles)
3ª prova Coppa del mondo 2006-2007, Corsa a punti (Los Angeles)
3ª prova Coppa del mondo 2006-2007, Scratch (Los Angeles)
Campionati del mondo, Inseguimento individuale
Campionati statunitensi, Inseguimento a squadre (con Dotsie Bausch e Jennie Reed)
- 2009

Campionati statunitensi, Inseguimento individuale
Campionati statunitensi, Inseguimento a squadre (con Dotsie Bausch e Kimberly Geist)
Campionati statunitensi, Corsa a punti
3ª prova Coppa del mondo 2009-2010, Inseguimento individuale (Cali)
- 2010

Campionati del mondo, Inseguimento individuale
Campionati panamericani, Inseguimento individuale
Campionati panamericani, Inseguimento a squadre (con Dotsie Bausch e Lauren Tamayo)
Campionati panamericani, Omnium
Campionati statunitensi, Omnium
2ª prova Coppa del mondo 2010-2011, Omnium (Cali)
- 2011

4ª prova Coppa del mondo 2010-2011, Omnium (Manchester)
Campionati del mondo, Inseguimento individuale
Campionati statunitensi, Inseguimento a squadre (con Dotsie Bausch e Jennie Reed)
Campionati statunitensi, Inseguimento individuale
2ª prova Coppa del mondo 2011-2012, Omnium (Cali)
- 2012

4ª prova Coppa del mondo 2011-2012, Omnium (Londra)
- 2013

3ª prova Coppa del mondo 2012-2013, Omnium (Aguascalientes)
Campionati del mondo, Inseguimento individuale
Campionati del mondo, Omnium
Los Angeles Grand Prix, Omnium
2ª prova Coppa del mondo 2013-2014, Omnium (Aguascalientes)
Classifica finale Coppa del mondo 2012-2013, Omnium
- 2014

Campionati del mondo, Omnium
- 2015

Giochi panamericani, Omnium
Campionati panamericani, Inseguimento a squadre (con Kelly Catlin, Jennifer Valente e Ruth Winder)
Campionati panamericani, Omnium
- 2016

Campionati del mondo, Inseguimento a squadre (con Kelly Catlin, Chloe Dygert e Jennifer Valente)
- 2017

3ª prova Coppa del mondo 2016-2017, Scratch (Cali)
Belgian Track Meeting, Scratch
Belgian Track Meeting, Corsa a punti

## Piazzamenti

### Competizioni mondiali
- Campionati del mondo

Bordeaux 2006 - Inseguimento individuale: vincitrice
Bordeaux 2006 - Corsa a punti: 9ª
Palma di Maiorca 2007 - Inseguimento individuale: vincitrice
Palma di Maiorca 2007 - Corsa a punti: 14ª
Manchester 2008 - Inseguimento individuale: 2ª
Copenaghen 2010 - Inseguimento a squadre: 4ª
Copenaghen 2010 - Inseguimento individuale: vincitrice
Copenaghen 2010 - Omnium: 5ª
Apeldoorn 2011 - Inseguimento a squadre: 2ª
Apeldoorn 2011 - Inseguimento individuale: vincitrice
Apeldoorn 2011 - Omnium: 2ª
Melbourne 2012 - Omnium: 3ª
Minsk 2013 - Inseguimento individuale: vincitrice
Minsk 2013 - Scratch: 17ª
Minsk 2013 - Omnium: vincitrice
Cali 2014 - Omnium: vincitrice
Cali 2014 - Inseguimento individuale: 2ª
Saint-Quentin-en-Yvelines 2015 - Inseguimento a squadre: 5ª
Saint-Quentin-en-Yvelines 2015 - Omnium: 8ª
Londra 2016 - Inseguimento a squadre: vincitrice
Londra 2016 - Omnium: 3ª
Hong Kong 2017 - Scratch: 4ª
Hong Kong 2017 - Corsa a punti: 2ª
Hong Kong 2017 - Omnium: 5ª
- Giochi olimpici

Pechino 2008 - Inseguimento individuale: 5ª
Pechino 2008 - Corsa a punti: ritirata
Londra 2012 - Inseguimento a squadre: 2ª
Londra 2012 - Omnium: 2ª
Rio de Janeiro 2016 - Inseguimento a squadre: 2ª
Rio de Janeiro 2016 - Omnium: 2ª